# PSR B1620-26 (AB)b
PSR B1620-26 (AB)b (noto comunemente come Matusalemme) è un pianeta extrasolare, orbitante intorno alla pulsar PSR B1620-26, nell'ammasso globulare M4.
È stato scoperto nel 1993 da Stephen Thorsett e colleghi, tuttavia la sua conferma è arrivata solo 10 anni dopo, nel luglio 2003, sulla base delle informazioni fornite dal Telescopio Spaziale Hubble.
Il pianeta dista circa 12400 anni luce dal Sistema Solare, ha una massa doppia di quella di Giove ed è chiamato così a causa della sua età: avrebbe circa 13 miliardi di anni.

## Caratteristiche
Matusalemme è straordinariamente vecchio rispetto all'età dell'Universo. Se le moderne interpretazioni della teoria del Big Bang sono corrette, l'Universo ha circa 13,82 miliardi di anni. Di conseguenza, Matusalemme dovrebbe essersi formato prima che le stelle di Popolazione II, dotate della sufficiente massa, esplodessero come supernove generando gli elementi pesanti necessari alla formazione di un disco di materiale protostellare, orbitante intorno ad una stella genitrice, in cui fosse possibile la formazione di un pianeta.
La presenza di tali elementi in corpi astronomici antichissimi ha portato alcuni studiosi ad ipotizzare l'esistenza di una Popolazione III di stelle di grande massa, il cui collasso avrebbe prodotto le reazioni nucleari di fusione necessarie. In alternativa, è possibile che Matusalemme fosse originariamente una stella che, in tutti questi miliardi di anni, ha poi perso per vari motivi parte della propria massa fino a quando questa non divenne insufficiente per mantenere le reazioni nucleari al suo interno.